# جزیره دست‌نیافتنی
جزیره دست‌نیافتنی (انگلیسی: Inaccessible Island) نام جزیره‌ای است در اقیانوس اطلس جنوبی در ۴۵ کیلومتری جنوب غرب تریستان دا کونیا.
این جزیره یک آتشفشان مرده است و سطح جزیره ۱۴ کیلومتر مربع بیشتر نیست.
قله کیرن در این جزیره ۴۹۹ متر ارتفاع دارد. آتشفشانی که این جزیره را ساخته آخرین بار شش میلیون سال پیش فعال بوده‌است.